# قصور قشر الكظر المرتبط بالأمراض الحرجة
يعد قصور قشر الكظر المرتبط بالأمراض الحرجة شكلًا من أشكال قصور الغدة الكظرية لدى المرضى المصابين بأمراض حرجة والذين لديهم مستويات غير كافية من الكورتيكوستيرويد في الدم للاستجابة للشدة التي يعانون منها.
بالإضافة إلى انخفاض حساسية مستقبلات الهرمون القشري السكري وانخفاض استجابة الأنسجة للكورتيكوستيرويد، يعتبر قصور الغدة الكظرية عامل إنذار سيء لمرضى العناية المركزة.
يخضع المحور الوطائي النخامي الكظري (محور إتش بي إيه)، الذي يتحكم عبره الوطاء والغدة النخامية بإفرازات الغدة الكظرية، لتغيرات جذرية أثناء المرض الحرج. ارتبطت كل من مستويات الكورتيزول المرتفعة جدًا والمنخفضة جدًا بنتائج سيئة لدى مرضى العناية المركزة. يفترض بعض الباحثين أن المستويات المرتفعة يمكن أن تمثل إجهادًا شديدًا، في حين تعود المستويات المنخفضة إلى ضعف إنتاج الكورتيزول والاستجابة له.
يمكن الاشتباه بهذه الحالة لدى المرضى ذوي ضغط الدم المنخفض رغم الإنعاش بالسوائل الوريدية والأدوية المقبضة للأوعية. تدعو توصيات حملة النجاة من الإنتان (إس إس سي) إلى استخدام الهيدروكورتيزون ضمن الوريد فقط لدى البالغين المصابين بالصدمة الإنتانية وانخفاض ضغط الدم المقاوم للعلاج.
لا يزال الجدل قائمًا حول التعريف الدقيق لهذه الحالة، وأفضل الطرق لاختبار قصور الكورتيكويد لدى المرضى المصابين بأمراض حرجة، والاستخدام العلاجي للكورتيكوستيرويدات (بجرعات منخفضة عادة).

## الأعراض والعلامات
لعل أفضل ميزة معروفة تشير إلى وجود قصور كظر محتمل هي انخفاض ضغط الدم رغم الإنعاش بالسوائل الوريدية، والحاجة للأدوية المقبضة للأوعية. يبدي هؤلاء المرضى عادة تسرع قلب وعلامات أخرى لصدمة فرط الحركية. تشمل الأعراض الأخرى الحمى والفرفرية الخاطفة واضطرابات الجهاز الهضمي أو الاضطرابات العصبية. تعتبر هذه الميزات غير نوعية نسبيًا في مرضى العناية المركزة.
يمكن الاشتباه لدى بعض المرضى بسبب محدد لقصور الغدة الكظرية لديهم، مثل تناول الكورتيكوستيرويدات السابق، ما يثبط المحور الوطائي النخامي الكظري، أو استخدام الأدوية المحرضة للأنزيم مثل الفينيتوين. يمكن أيضًا أن تثبط أدوية الإيميدازول مثل الإيتوميدات، والكيتوكونازول والميكونازول المحور الوطائي النخامي الكظري، وكذلك الأدوية المستخدمة خصيصًا لهذا الغرض، مثل الميتيرابون.
يمكن أن يشير عدد من شذوذات التحاليل الدموية إلى قصور الكورتيكوستيرويد، مثل نقص سكر الدم ونقص صوديوم الدم وفرط بوتاسيوم الدم وفرط كالسيوم الدم وقلة الخلايا المعتدلة وكثرة الحمضات وفرط برولاكتين الدم إضافة إلى قصور الغدة الدرقية.

## الفيزيولوجيا
في الحالات الحادة من الإجهاد الشديد، يزداد إفراز الكورتيزول من الغدة الكظرية حتى ستة أضعاف، بالتوازي مع شدة الحالة. يعزى ذلك جزئيًا إلى زيادة إفراز الهرمون المطلق لموجهة القشرة (سي آر إتش) والهرمون الموجه لقشر الكظر (إيه سي تي إتش). ظهر أيضًا أن العديد من السيتوكينات تتداخل على مستويات متعددة مع المحور الوطائي النخامي الكظري. يوجد أيضًا زيادة في عدد مستقبلات الهرمون القشري السكري وحساسيتها.
تنخفض مستويات الغلوبيولين الرابط للكورتيكوستيرويد (سي بي جي) والألبومين، الذين يربطان الكورتيزول عادة، ما يسبب زيادة مستويات الكورتيزول الحر. إضافة إلى ذلك، يمكن أن تتداخل أدوية التخدير مثل الإيتوميدات مع المحور الوطائي النخامي الكظري.
يفقد الإفراز أيضًا نمطه اليومي المعتاد لمستويات الذروة الصباحية والانخفاض في أوقات الليل والمساء. رغم ذلك، يبقى الإفراز نبضيًا ويوجد اختلاف ملحوظ في عينات الدم المأخوذة من الشخص نفسه.
من الناحية النظرية، يمكن أن تكون مستويات الكورتيزول المرتفعة في الدم أثناء المرض الحرج عملية وقائية لعدة أسباب. تعدل مستويات الكورتيزول عملية الاستقلاب (عن طريق إحداث مستويات مرتفعة من السكر في الدم، وبالتالي توفير الطاقة للجسم على سبيل المثال). كما أنها تثبط التفعيل المفرط لجهاز المناعة وتمارس تأثيرات داعمة على جهاز الدوران.
تشمل الآثار الضارة المحتملة زيادة التعرض للإنتانات وارتفاع سكر الدم (لدى مرضى لديهم أساسًا الميل لارتفاع السكر في الدم) والنزف الهضمي واضطرابات الكهارل والاعتلال العضلي الناجم عن الستيرويد (لدى مرضى لديهم الميل لاعتلال الأعصاب المتعدد).
تزداد مستويات ديهيدرو إيبي أندروستيرون في الدم، وتنخفض مستويات ديهيدرو إيبي أندروستيرون سلفات استجابة للمرض الحرج.
تنخفض مستويات الكورتيزول ببطء في المرحلة المزمنة من المرض الشديد، وتعود إلى المجال الطبيعي عند شفاء المريض. تكون مستويات الهرمون الموجه لقشرة الكظر منخفضة مع ذلك، وتزداد مستويات الغلوبيولين الرابط للكورتيكوستيرويد.